# Lombardo Boyar
Lombardo Boyar (* 1. Dezember 1973 in El Paso, Texas) ist ein US-amerikanischer Schauspieler.
In den 1990er Jahren diente Lombardo Boyar bei der US-Army in der 82nd Airborne Division. Seit 1996 ist er als Schauspieler aktiv und war in über 110 Produktionen in zahlreichen Nebenrollen zu erleben. 

## Filmografie (Auswahl)
- 1998: Gia – Preis der Schönheit (Gia)
- 1999: Candyman 3 – Der Tag der Toten (Candyman 3: Day of the Dead)
- 2001–2006: The Bernie Mac Show (Fernsehserie, 34 Folgen)
- 2005: Over There – Kommando Irak (Over There, Fernsehserie, 9 Folgen)
- 2006: Happy Feet (Stimme)
- 2013: Big Ass Spider!
- 2014: Planet der Affen: Revolution (Dawn of the Planet of the Apes)
- 2014: Professor Love (Some Kind of Beautiful)
- 2014–2016: Murder in the First (Fernsehserie, 32 Folgen)
- 2016: Bad Santa 2
- 2017: Coco – Lebendiger als das Leben! (Coco, Stimme)
- 2018: Josie – Sie umgibt ein dunkles Geheimnis (Josie)
- 2025: The Accountant 2